# Бабушкино (сорт яблони)
«Ба́бушкино» — сорт яблони. Одно из лучших русских яблок народной селекции, особенно ценное тем, что сохраняется очень долго (относится к позднезимним сортам).
До сих пор разводится под Москвой и южнее её в старых садах; существовало предположение, что это яблоко может вызревать даже под Санкт-Петербургом.
Один из первоклассных и ценных сортов даже и в южных наших губерниях, где может соперничать с растущими там ренетами.
Принадлежит этот сорт к кальвилям.
Величина яблока средняя (высота 6-7 см, а ширина — 7-7,5 см), или больше средней. Бабушкино характеризуется плосковатой формой с усечённой вершиной; на поверхности выступают достаточно заметные тупые широкие рёбра. Чашечка закрытая, со сходящимися листиками; чашечка сидит в просторной впадине, окружённой складками и небольшими рёбрышками, которые иногда проходят по краям чашечной впадины в виде выпуклостей.
Плодоножка короткая (длиной около полутора сантиметров), довольно толстая, не выходит из впадины. Впадина (воронка) плодоножки покрыта тонкой полосатой ржавчиной; в неё обыкновенно входят несколько рёбер сплюснутой нижней поверхности.
Кожица плода блестящая, не маслянистая, очень толстая; сперва зелёная, а после созревания в лёжке — красивого жёлто-зелёного цвета. На яблоке нет румянца; он бывает около плодоножки или на солнечной стороне плода; на кожице имеется несколько ржавчинных точек.
Мякоть плода белая, мелкозернистая, сочная, очень лёгкого винно-кислого вкуса: более кислая, чем сладкая, со своеобразным привкусом и очень ароматическая. Семена довольно крупные, удлинённые, светло-коричневой окраски.
Этот превосходный десертный сорт употребляется в свежем виде, является прекрасным сырьём для приготовления компотов и варенья и сохраняется почти до новых яблок.
Дерево среднерослое, с широкоокруглой раскидистой кроной, умеренно плодородное. При созревании плоды осыпаются.
В конце XIX — начале XX века Бабушкино яблоко считалось сортом, который должен был составить основу промышленных садов средней России.
Бабушкино — одно из самых прочных и ценных русских яблок, сбыт которого на рынках всегда обеспечен.
В книге М. В. Рытова «Русские яблоки» описание сорта Бабушкино занимает более шести страниц:
В годы, обильные плодожорками, яблоки Бабушкина подвергаются большему их нападению, нежели яблоки Антоновки; причина — они слаще (червивей всех бывают летние сорта и в особенности сладкие). Отборные плоды мало портятся и в лёжке не только не теряют своего достоинства, но улучшаются во вкусе: 80 % их смело можно сохранить до июня и июля, и вообще урон в лёжке нормальный, между 10—20 %. Иногда они держатся до нового урожая яблок, и ими приходилось угощать гостей вместе со свежими яблоками Грушовки московской, но предпочтение отдавалось Бабушкину.
Сейчас ещё сорт встречается в садах средней полосы России, хотя и исключён из Госреестра.
С участием Бабушкина создано несколько новых сортов (например, Антоновка новая — сорт С. Ф. Черненко, полученный от скрещивания Бабушкина и Антоновки обыкновенной). В БелНИИП созданы сорта Антей [скрещены Белорусское малиновое х (Бабушкино х Ньютон)] и Веселинка [скрещены (Джойс х Уэлси) х (Бабушкино х Лавфам)].